# Diocese de Serrinha
A Diocese de Serrinha (Dioecesis Serrignensis) é uma circunscrição eclesiástica da Igreja Católica no Brasil criada em 2005. A sé episcopal está no município de Serrinha, no estado da Bahia.

## Histórico
Criada pelo papa Bento XVI para atender as necessidades pastorais do povo de Deus daquela região, foi erigida a partir do desmembramento da Arquidiocese de Feira de Santana e da Diocese de Paulo Afonso.

## Paróquias
Por ocasião de sua criação, havia em seu território pouco mais de quinhentos mil habitantes, distribuídos em dezesseis paróquias. Ao completar seu quinto aniversário, porém, já havia na diocese um total de dezoito paróquias.

## Bispos
A Diocese de Serrinha teve dois bispos desde sua criação.
|                 | Nome                      | Período    | Notas         |
| Bispos          | Bispos                    | Bispos     | Bispos        |
| --------------- | ------------------------- | ---------- | ------------- |
| 2.º             | Hélio Pereira dos Santos  | 2021-atual |               |
| 1.º             | Ottorino Assolari, C.S.F. | 2005-2021  | Bispo-emérito |
| bispo-coadjutor |                           |            |               |
|                 | Hélio Pereira dos Santos  | 2020-2021  | sucessão      |